# Astragalus heterophyllus
Astragalus heterophyllus är en ärtväxtart som beskrevs av Dieter Podlech. Astragalus heterophyllus ingår i släktet vedlar, och familjen ärtväxter. Inga underarter finns listade i Catalogue of Life.